# Aphragmus hinkuensis
Aphragmus hinkuensis là một loài thực vật có hoa trong họ Cải. Loài này được (Kats.Arai, H.Ohba & Al-Shehbaz) Al-Shehbaz & Warwick mô tả khoa học đầu tiên năm 2006.